# Cylindromyia aurora
Cylindromyia aurora är en tvåvingeart som beskrevs av Louis-Paul Mesnil 1983. Cylindromyia aurora ingår i släktet Cylindromyia och familjen parasitflugor.
Artens utbredningsområde är Tunisien. Inga underarter finns listade i Catalogue of Life.